# فلوسينونيد
فلوسينونيد (بالإنجليزية: Fluocinonide)‏ هو دواء يُستعمل في علاج الالتهابات.

## دوره
يلعب هذا الدواء دورًا في علاج الأمراض كونه:
- مثبط الليبوأكسيجيناز
- مضاد التهاب
- هرمون قشري سكري